# Bříství (Křečhoř)

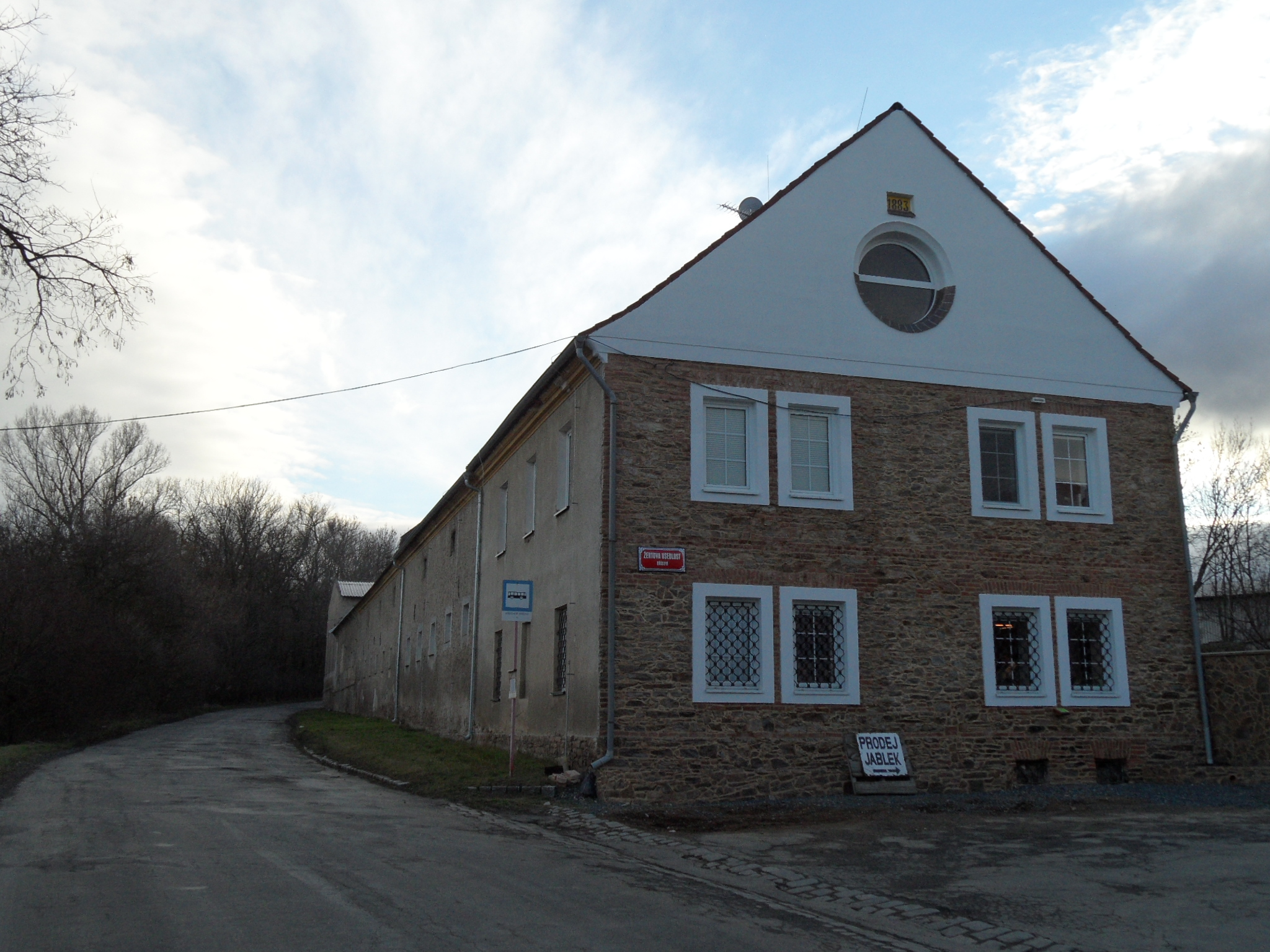
Žertův statek

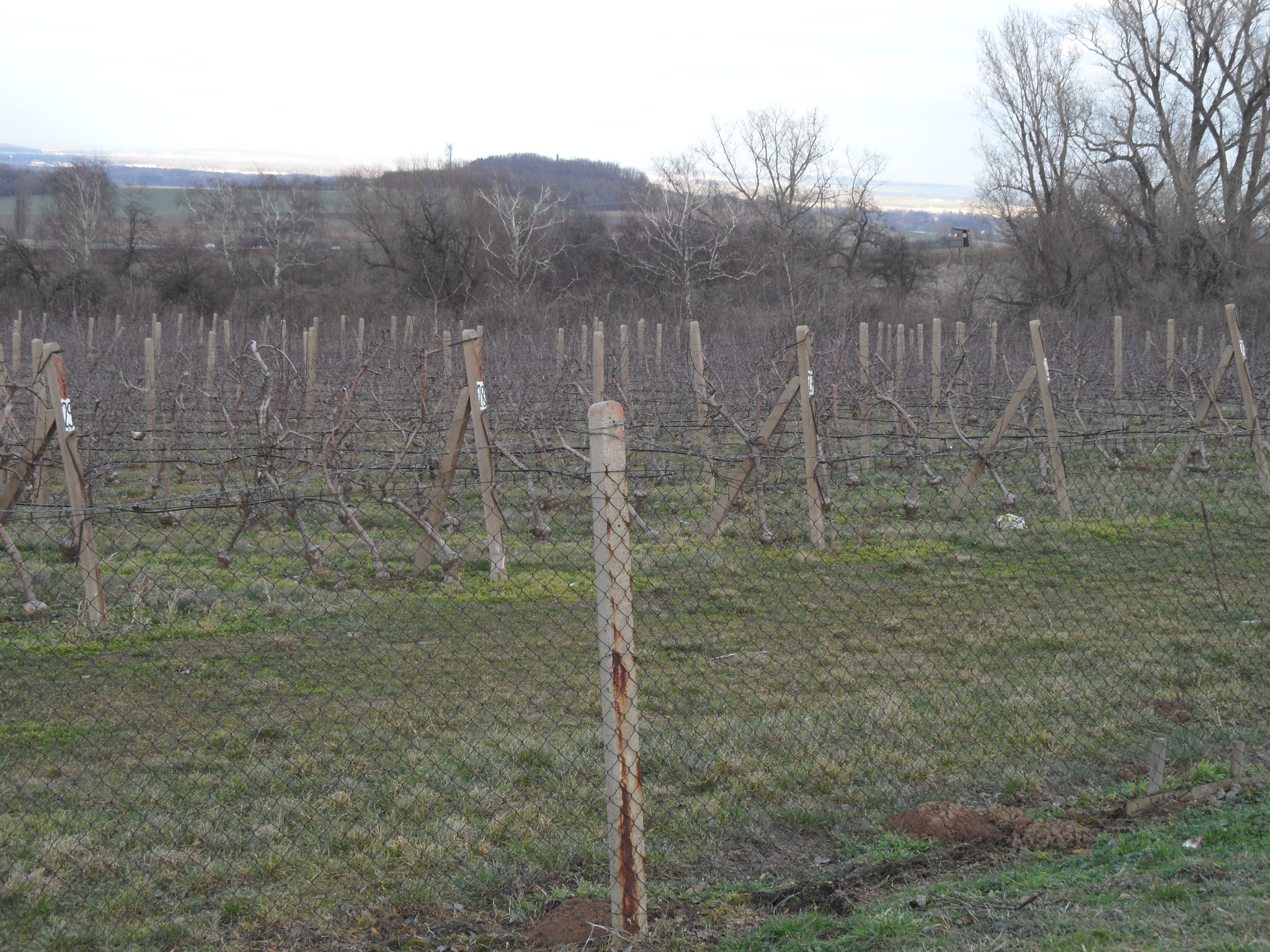
Weingarten, im Hintergrund der Bedřichov

Bříství (deutsch Brzistew) ist eine Rotte der Gemeinde Křečhoř in Tschechien. Sie liegt sechs Kilometer westlich des Stadtzentrums von Kolín und gehört zum Okres Kolín.

## Geographie
Bříství befindet sich in einer Senke am Nordabfall der Křečhořer Höhen in der Středolabské tabule (Tafelland an der mittleren Elbe). Einen Kilometer nördlich des Ortes verläuft die Staatsstraße I/12 zwischen Kolín und Český Brod. Im Nordosten erhebt sich der Bedřichov (Friedrichsberg, 279 m n.m.), südlich der Křečhoř (333 m n.m.) sowie im Südwesten der Přerovský vrch (332 m n.m.) und der Mukařov (331 m n.m.). 
Nachbarorte sind Zlaté Slunce und Vítězov im Norden, Nová Ves I und Ohrada im Nordosten, Kamhajek, Na Krétě und Kutlíře im Osten, Křečhoř, Radovesnice I und Zibohlavy im Südosten, Lošany und  Polní Voděrady im Süden, Libodřice, Krychnov und Kocanda im Südwesten, Chocenice im Westen sowie Nové Město im Nordwesten. 

## Geschichte
Die erste urkundliche Erwähnung von Bříství erfolgte im Jahre 1340 als Sitz der Vladiken von Bříství. Das Gut war zu dieser Zeit in drei Anteile aufgeteilt, die Vilém, Jaroslav und Bohudař von Bříství gehörten. In der zweiten Hälfte des 14. Jahrhunderts errichtete Oldřich von Bříství – oder auch dessen Sohn Michal – die Feste Bříství; erstmals schriftlich erwähnt wurde sie 1404. Michal von Bříství war auch Besitzer des Gutes Kly. 1409 erbten Michals Mutter Perchta und seine Witwe Dorota die Feste Bříství mit dem Dorf und dem Hof. Dorota von Bříství errichtete 1410 in der Kirche von Křečhoř ein Gestift. Jindřich Břístský von Bříství ist 1461 auch als Besitzer eines Gutes in Veltruby nachweisbar. 
Nachfolgender Besitzer war der königliche Hauptmann Jan Břístský von Bříství, der 1472 letztmals erwähnt wurde. Zu dieser Zeit bestand in Bříství ein weiteres Gut, das seit 1464 Zikmund von Hoštice gehörte. Unterschieden wurden beide Güter, auf denen jeweils Festen standen, als der Große und der Kleine Hof. Zum Ende des 15. Jahrhunderts war Aleš von Bříství Besitzer einer Feste und eines Hofes; seine Witwe Machna überschrieb den Besitz im Jahre 1500 an Aleš Vizutek von Studeňany, der ihn 1505 Nikolaus Trčka von Lípa überließ. Dieser erwarb auch den Großen Hof und verkaufte Bewohnern von Křečhoř Parzellen beider Höfe. Dadurch entstanden in Bříství mehrere kleine Gehöfte. Eines der Güter gehörte weiterhin der Familie Břístský von Bříství; 1534 erwarb der Besitzer dieses Gutes, Jiřík Břístský von Bříství, das Gut Jilem. Seine Witwe Dorota, geborene von Dlouhá Ves, verkaufte den Hof in Bříství zusammen mit der Feste und dem Hof Jilem an Mikuláš Štítný von Štítné. 1540 veräußerte Mikuláš Štítný den Hof in Bříství an die Königsstadt Nový Kolín, die 1543 von Mikuláš Dohalský einen weiteren Hof in Bříství erwarb. Wegen der Beteiligung der Stadt am Ständeaufstand gegen die Habsburger konfiszierte König Ferdinand I. 1547 deren Güter und überschrieb sie der Böhmischen Kammer. Diese ließ weitere Teile von Bříství parzellieren und das Dorf erweitern. Im Jahre 1614 kaufte Jiřík Bříský für 1500 Schock Groschen von Kaspar Melchior von Zierotin Grundbesitz in Bříství. Dieser wurde 1620 für dieselbe Summe an Jan Bříský überschrieben, der sich zur Tilgung des Betrages in jährlichen Raten verpflichtete. Bis 1631 erfolgten die Abzahlungen regelmäßig, danach ging nur noch 1639 eine Rate ein. In dieser Zeit hatte der Dreißigjährige Krieg den Landstrich erreicht; 1634 rückten schwedische Truppen erstmals in die Kammerherrschaften Poděbrady und Kolín vor, nach dem großen Schwedeneinfall von 1639 wurde Bříství niedergebrannt und zerstört. Nach dem Ende des Krieges lag Bříství wüst. Das Dorf wurde nicht wiederbesiedelt.
Im Jahre 1662 übernahm Jan Vaněček mit Erlaubnis des Hauptmanns der Kammerherrschaften Poděbradý und Kolín, Liborius Lammers, das ehemals Jan Bříský gehörige wüste Gut, von dem nur noch einige Mauern und zwei eingestürzte Keller übrig geblieben waren. Das andere wüste Gut wurde etwa zur selben Zeit an Pavel Plaňanský verkauft. 1671 bewilligte der Hauptmann Lysander von Ehrenfeld den Verkauf des Vaněčekschen Gutes für 1222 Schock Groschen an Jan Žert. Dessen Sohn Adam erwarb später das Plaňanský-Gut. Damit besaß die Familie Žert, die von einem im 15. Jahrhundert in Ostböhmen ansässig gewordenen Familienzweig der Herren von Zerbst auf Hundeluft abstammen soll, die gesamte Ortschaft und schloss beide Güter zusammen. Im Jahre 1744 wurde Adam Žert im Saal seines Gutshauses von einem Husaren erschossen. Während des Siebenjährigen Krieges trafen am 18. Juni 1757 auf den Höhen zwischen Plaňany, Chocenice und Křečhoř die preußischen und österreichischen Truppen in der Schlacht bei Kolin aufeinander. Bříství lag dabei im Zentrum des Schlachtfeldes. König Friedrich II. befehligte dabei die preußische Armee am Rande des Schlachtfeldes vom Hügel Novoveský vrch, der nach der Schlacht den Namen Bedřichov (König-Friedrichs-Berg) erhielt, aus.
Im Jahre 1843 bestand die im Kauřimer Kreis gelegene Einschicht Břistew, auch Břistwy, Břist bzw. Přisud genannt, aus zwei Rustikalhäusern und war nach Křečhoř konskribiert. Katholischer Pfarrort war Neudorf, der Amtsort war Kaisersdorf. Bis zur Mitte des 19. Jahrhunderts blieb Břistew der Herrschaft Kolin untertänig.
Nach der Aufhebung der Patrimonialherrschaften bildete Bříství ab 1849 eine Ansiedlung der Gemeinde Křečhoř im Gerichtsbezirk Kolin. Ab 1868 gehörte Bříství zum Bezirk Kolin. Während der deutschen Besetzung stand Karel Žert mit der Widerstandsgruppe Tři králové in Verbindung und bereitete die Landung von Fallschirmspringern aus England bei Bříství vor. 
Nach dem Februarumsturz wurde die Familie Žert 1949 enteignet und das Gut verstaatlicht. Bis zur Samtenen Revolution diente das Gut der JZD Křečhoř als Werkstatt. 1992 erwarb die Familie Žert das Gut Bříství zurück. Neben der üblichen Pflanzenproduktion spezialisierte sich das Gut auf den Anbau von Äpfeln, Birnen, Erdbeeren und Wein. Im Jahre 2000 wurde die Galerie Žertův Špejchar eröffnet.

## Ortsgliederung
Bříství besteht einzig aus dem Žertův statek mit seinen Nebengebäuden und ist Teil des Katastralbezirks Křečhoř.   

## Sehenswürdigkeiten
- Žert-Gut (Žertův statek), errichtet in der zweiten Hälfte des 17. Jahrhunderts auf den Ruinen der Feste Bříství. Es befindet sich seit 1671 im Besitz der Familie Žert, derzeit in der elften Generation in gerader Linie. Seit 2000 besteht eine Galerie im Speicher.
- Hügel Bedřichov mit steinernem Obelisken zum Gedenken an die Schlacht bei Kolin und Aussichtsturm
- Denkmal der Schlacht bei Kolin, östlich von Bříství
- Slawische Burgstätte Křečhoř: Die an drei Seiten durch einen hohen Wall geschützte Anlage liegt östlich über der Ansiedlung und hat eine Ausdehnung von 7,5 bis 12,5 ha. Der Wall an der Westseite wurde beim Bau des Denkmals für die Schlacht bei Kolín durchbrochen, dabei wurden Mauerreste aufgefunden und frühmittelalterliche Keramik aufgefunden. Eine umfassende archäologische Untersuchung ist noch nicht erfolgt.